# Greystead
 (février 2024).
Greystead est une paroisse civile et un village du Northumberland, en Angleterre.